# Vanand
Vanand (en armeni Վանանդ) va ser una regió d'Armènia centrada a Zarishat 20 km al nord de Kars. La primera capital Zarishat va ser substituïda el 961 per la fortalesa de Kars (Karust Berd). La regió limitava al nord amb l'Aixots; a l'est amb el Xirak; al sud amb l'Arxarunik, Havnuniq i Abekhiank; i a l'oest amb Artahan i el Taik.
Cap a l'any 380 Isaac Bagratuní d'Ispir va rebre alguns dominis expropiats pels perses i va sotmetre Vanand. Cap al 389 el rei Àrsaces va ocupar Vanand però Isaac el va derrotar i va haver de fugir, morint d'esgotament en arribar a Erzindjan.
Aravand Vanantsi era nakharar a la regió als voltants del 445; el nakharar Tathul va participar en la rebel·lió nacional del 451, quan Vardanes II Mamiconi es va revoltar contra el rei persa Isdigerdes II. Vren, de la mateixa família, governava durant la dècada del 480. Els Vanantsi es mencionen fins al segle vii. No se'n sap l'origen dels Vanantsi que regien el Vanand entre l'Akhurean i el Cirus a la frontera d'Ibèria.
El 580 o 581 el marzban persa Varaz-Buzurg va lliurar una batalla a Uthmus al Vanand contra els rebels armenis, que després d'una derrota inicial va acabar per guanyar.
Cap a l'any 700 una expedició àrab dirigida per Othman Ibn-Walid Ibn-Oqba al Vanand va ser desfeta pels Camsaracans. El 837 una columna de l'Imperi Romà d'Orient havia anat cap a Karin (Erzurum), travessant el Basean i Asolik i va arribar fins al Vanand prop de Kars, però Ishak ben Ismail, emir de Tbilisi, els va rebutjar en la batalla de Kadjkaqar, prop de Kars.
El 905 l'emir Yusuf al-Sadj de l'Azerbaidjan es va revoltar contra el califa Moktafi. El califa va demanar l'ajut de Simbaci rei d'Armènia que era vassall d'ambdós. Però l'emir i el califa van fer les paus i llavors el califa va demanar als armenis de pagar els tributs endarrerits a Yusuf. Això va provocar malestar entre els nakharark i entre ells el principal del Vanand, Hasan Havnuní, que es va posar a conspirar i es va aliar amb el rei Adarnases de Kartli. Hasan va encarregar a son sogre d'assassinar al rei i el 907, aprofitant una absència del rei, nakharark rebels van entregar Aní i Erazgavorq a Adarnases (amb part del tresor reial). El rei va tornar i Adarnases es va retirar corrent cap al Taik, on el rei el va perseguir. Adarnases va sol·licitar el perdó que li va ser concedit deixant com a ostatge el seu fill. Hasan i altres nakharark van ser cegats.

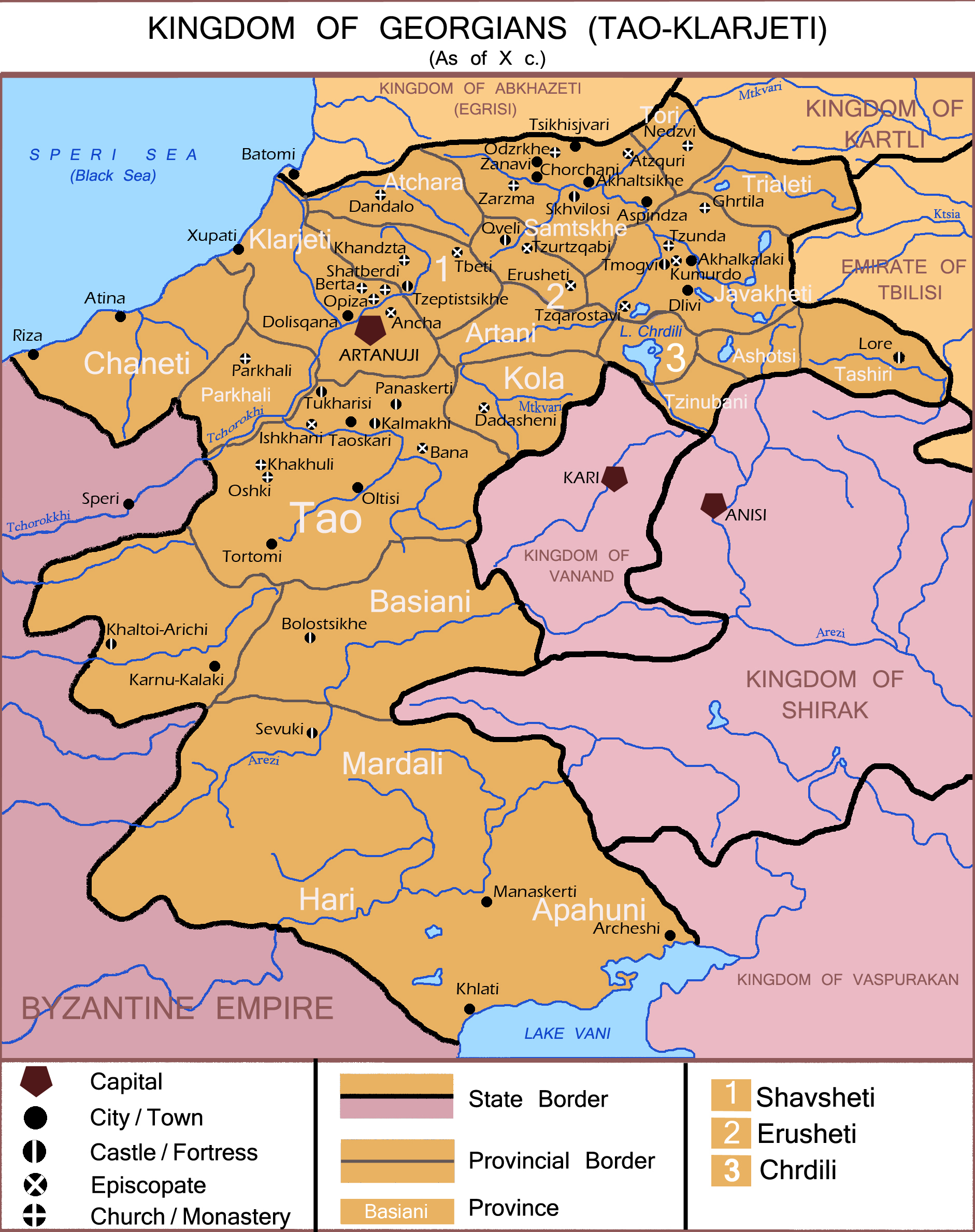
Mapa de Vanand i dels regnes veïns durant el segle X

El rei Asoci III el Misericordiós es va fer consagrar a Aní l'any 961 i va donar al seu germà Musel la regió de Kars o Vanand (que havia estat la capital del seu comú pare Abas I), com a feu, amb el títol de rei, l'any 961 o 962. Des de llavors el Vanand va formar el regne de Kars fins a la seva desaparició el 1064 per cessió a l'Imperi Romà d'Orient.